# 화학수용기
화학수용기(化學受容器, chemosensor, chemoreceptor)는 특정 물질의 화학자극에 의하여, 구심성 신경충격의이 발생하는 원인이 되는 수용기이다. 미각수용기나 후각수용기 따위가 화학수용기에 속한다. 특정 화학물질에 친화성을 가지는 것도 있다. 화학수용기가 결합하는 것에 따라 흥분 또는 억제의 정보를 중추에 전달한다.

## 같이 보기
- 기계수용기

## 참고 문헌
- 『생물학사전』, 한국생물과학협회
- 대한수의학회 『수의학대사전』, 2003年 ISBN 2017908000016